# یانیک مامیلون
یانیک مامیلون (انگلیسی: Yannick Mamilonne؛ زادهٔ ۹ فوریهٔ ۱۹۹۲) بازیکن فوتبال اهل فرانسه است.
از باشگاه‌هایی که در آن بازی کرده‌است می‌توان به باشگاه فوتبال پاریس اشاره کرد.